# FK Kuban Krasnodar
FK Kuban Krasnodar (ryska: Футбольный клуб Кубань Краснодар, Futbol’nyj klub Kuban’ Krasnodar) är en rysk fotbollsklubb från Krasnodar. Klubben grundades 1928 och spelar sina hemmamatcher på Kuban Stadium. Det andra stora fotbollslaget från Krasnodar är FK Krasnodar.

## Spelartrupp
Uppdaterad 26 augusti 2015
| Nr | Land      | Pos | Namn                                   |
| -- | --------- | --- | -------------------------------------- |
| 1  | Ryssland  | MV  | Jevgenij Frolov                        |
| 2  | Moldavien | F   | Igor Armaș                             |
| 4  | Brasilien | F   | Xandão                                 |
| 5  | Ghana     | MF  | Mohammed Rabiu                         |
| 7  | Ryssland  | MF  | Vladislav Kulik (lån från Rubin Kazan) |
| 8  | Ryssland  | MF  | Artur Tlisov                           |
| 9  | Ryssland  | A   | Roman Pavljutjenko                     |
| 10 | Ryssland  | MF  | Andrej Arsjavin                        |
| 11 | Rumänien  | A   | Gheorghe Bucur                         |
| 13 | Ryssland  | MV  | Nikita Khaikin                         |
| 16 | Bulgarien | F   | Stanislav Manolev                      |
| 17 | Ryssland  | MF  | Svjatoslav Georgiyevskij               |

| Nr | Land     | Pos | Namn                  |
| -- | -------- | --- | --------------------- |
| 18 | Ryssland | MF  | Vladislav Ignatyev    |
| 20 | Ryssland | MF  | Sergej Karetnik       |
| 22 | Ryssland | MF  | Anton Sosnin          |
| 23 | Ryssland | MV  | Aleksandr Belenov     |
| 25 | Paraguay | A   | Lorenzo Melgarejo     |
| 43 | Ryssland | F   | Roman Bugajev         |
| 72 | Ryssland | MF  | Igor Konovalov        |
| 77 | Ryssland | MF  | Sergej Tkachyov       |
| 78 | Ryssland | A   | Arsen Khubulov        |
| 84 | Ryssland | F   | Aleksandr Kleshchenko |
| 99 | Senegal  | A   | Ibrahima Baldé        |